# A rettegés arénája (regény)
A rettegés arénája (The Sum of All Fears) Tom Clancy  amerikai bestseller író műve, ami a Jack Ryan könyvsorozat ötödik része, valamint a negyedik regény, amiből később filmet készítettek.
Érdekesség, hogy a könyvet pár nappal az 1991-es moszkvai felkelés előtt adták ki. Az orosz politika, a berlini fal lerombolásának következménye a történet központi eleme.

## Történet
|  | Alább a cselekmény részletei következnek! |

A történet 1973-ban kezdődik. A yom kippur-i háború tetőpontján az izraeliek nukleáris csapást akarnak mérni a szírekre, de az utolsó pillanatban megváltoztatják a parancsot. Egy Mark 12-es atomfegyvert nem távolítanak el az izraeliek egy vadászgépből, később pedig éppen azt a vadászgépet lövik le. A gép a hegyekbe zuhan, az atomfegyver pedig eltűnik Szíriában.
A könyv 1991-ben folytatódik: a palesztinok tiltakozni kezdenek egy templomi falnál, aminek az az eredménye, hogy kiküldik a rendőrséget. Az egyik izraeli rendőrtiszt kétségbeesésében megöl egy fegyvertelen tiltakozót. Az Egyesült Államok arra jut, hogy az ENSZ és a különböző arab államok nem tudják támogatni Izraelt. Ugyanakkor ők sem képesek erre, így nekiállnak egy tervnek, amivel destabilizálhatják a régiót. Mindazonáltal a nemzetbiztonsági tanácsadó Dr. Elizabeth Elliott nem kedveli Jack Ryant, aki az ötletet javasolta. 
Később viszonyt kezd a megözvegyült elnökkel, Robert Fowler-el, így a férfi valamiképp a nő irányítása alá kerül. Ez még nem elég neki, Ryan-t is el akarja tüntetni. Meggyőzi az illetékeseket és az elnököt, hogy Jacknek viszonya van egy olyan nővel, akinek a férje A kokain akcióban halt meg. Célját majdnem eléri, de John Clark és Domingo Chavez közbelép és felfedik az igazságot. Ryan-nek felajánlják, hogy a hosszú szolgálatáért nem rúgják ki, de záros határ időn belül be kell adnia a felmondását. Eközben Jack egy találkozót szervez le a korrupt Japán és mexikói politikusokkal.
Egy muszlim szélsőségesekből álló kis csoport nem elégedett az újonnan kötött békével és azzal, hogy az amerikai csapatok bevonulnak Izraelbe. Egy terrortámadást akarnak előkészíteni az Egyesült Államok ellen, mely éveken keresztül támogatta Izraelt, elzárva a terroristák és fanatikusok előtt a lehetőségeket hogy végleg eltávolítsák a zsidókat a régióból.
Amikor a terroristák találkoznak az eltűnt bombával, elviszik, majd újjáépítik, plutóniumot használva. Majd felfogadnak egy német tudóst, Manfred Fromm-ot, hogy segítsen nekik a bomba építésében és megígérik neki, a bűnösök megbűnhődnek, amiért Kelet Németország elbukott és demokratikus állammá vált. Fromm szaktudását használják arra, hogy a bombát még erősebbé és pusztítóbbá alakítsák, így létrehozva egy termonukleáris fegyvert. Úgy döntenek, a bombát a colorado-i Denver-ben, a Szuper Kupán robbantják fel, valamint hogy Berlinben hamis zászló alatt támadást indítanak az amerikai szektor felé, magukat szovjet tiszteknek álcázva. Céljuk, egy nukleáris háború indítása az USA és a Szovjetunió között. Így két legyet ütnek egy csapásra.
A védelmi miniszter és a külügyminiszter is meghal a robbanás során, valamint több ezer ember is életét veszti, a túlélők pedig a robbanás elsődleges vagy másodlagos okai miatt szenvednek. Egybeesések sorozatának köszönhetően az amerikai erők megtámadják Berlint, így az NSA és Fowler elnök elrendeli a DEFCON 1-et, Elizabeth Elliot elveszti az irányítást, a többiek pedig készen állnak egy atomháborúra. A krízisnek Jack Ryan vet véget, aki bizonyítékot szerez rá, hogy az atombombát nem az oroszok lőtték ki. Hozzáférést nyer a Forró Dróthoz, tájékoztatja a szovjet elnököt és a többieket, hogy ez nem volt más, mint egy gondosan megtervezett terrorakció.
A kudarc esetén a terroristák egy menekülési utat terveznek, de a repülőgépről leszállva elkapják őket és kivallatják mindkettejüket. Elmondják, hogy az iráni Ayatollah felelős a történtekért. Fowler elnök dühében nukleáris csapást akar mérni Qom-ra, így elpusztítva az Ayatollah-t sok ártatlan ember halála árán. Ryan viszont nem egyezik bele, később a két terrorista elmondja, hogy ezzel az akcióval akarták leszégyeníteni az amerikaiakat, folytatva az izraeli csapatok hadjáratát.
A könyv végén a terroristákat lefejezik Rijad-ban, Szaúd-Arábiában. A szaúdi elnök egy kardot ajándékoz Ryan-nek, hogy emlékeztesse őt azokra az emberekre, akiket sikerült megmentenie.
|  | Itt a vége a cselekmény részletezésének! |

## Magyarul
- A rettegés arénája; ford. Nitkovszki Stanislaw; Aquila, Debrecen, 2003

## Adaptációk
- A rettegés arénája
- The Sum of All Fears (videójáték)